# Delosperma ornatulum
Delosperma ornatulum är en isörtsväxtart som beskrevs av Nicholas Edward Brown och Otto Stapf. Delosperma ornatulum ingår i släktet Delosperma, och familjen isörtsväxter. Inga underarter finns listade i Catalogue of Life.